# Selat Panjang Selatan
Selat Panjang Selatan is een bestuurslaag in het regentschap Meranti-eilanden van de provincie Riau, Indonesië. Selat Panjang Selatan telt 8191 inwoners (volkstelling 2010).